# 九月四日站
九月四日站（法語：Quatre-Septembre）是巴黎地鐵3號線的一個車站。九月四日站開業於1870年9月4日，名稱來自於紀念拿破崙三世退位和法蘭西第三共和國成立。

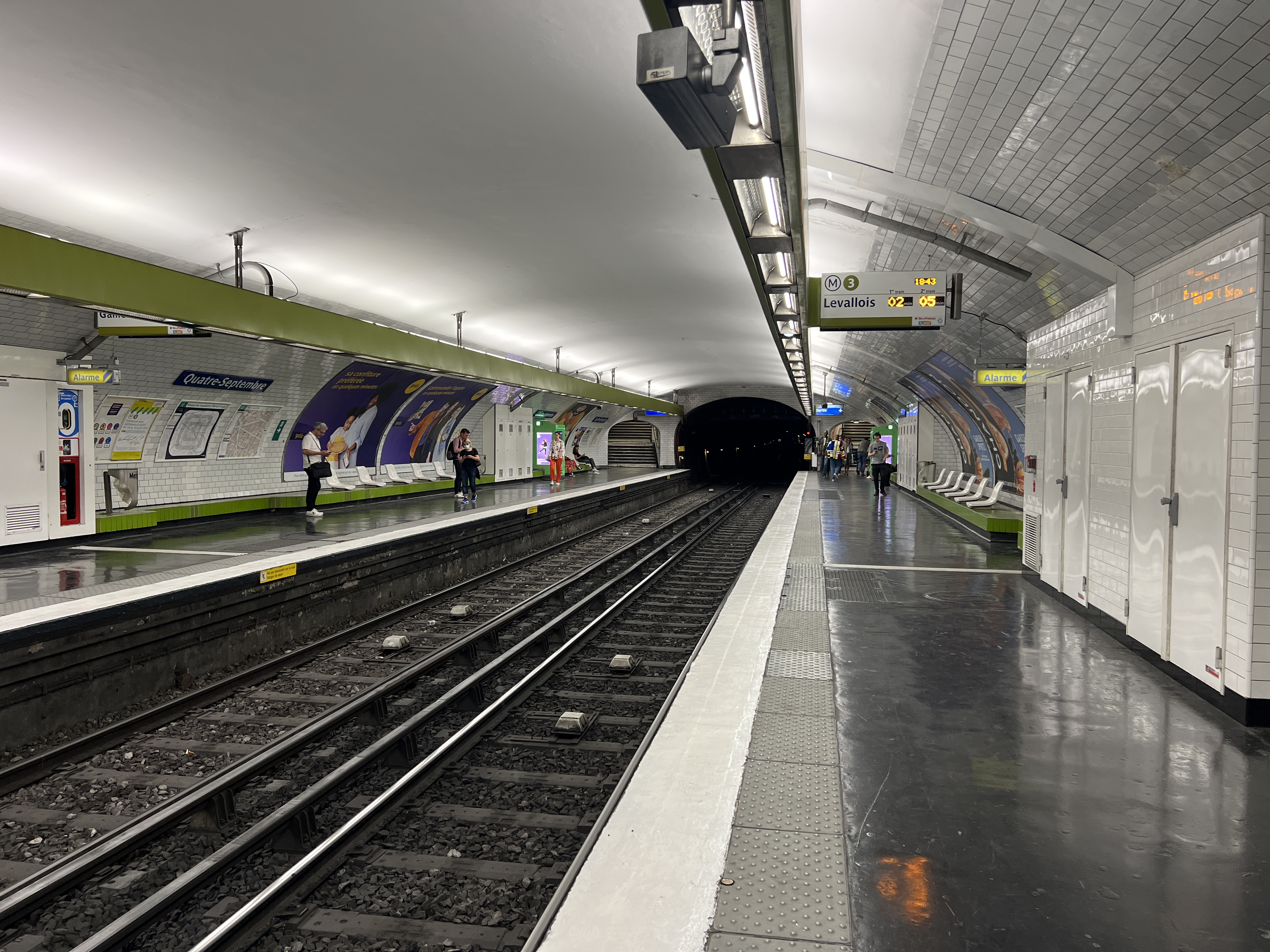
月台 (2022年6月)

## 車站結構
| 街道層    |                    |                             |
| B1        | 夾層               |                             |
| 3號線月台 | 側式月台，右側開門 | 側式月台，右側開門          |
| 3號線月台 | 西行               | 往勒瓦盧瓦橋-培根（歌劇院） |
| 3號線月台 | 東行               | 往加列尼（證券交易所）      |
| 3號線月台 | 側式月台，右側開門 |                             |